# Municipio de Roaring River
El municipio de Roaring River (en inglés: Roaring River Township) es un municipio ubicado en el condado de Barry en el estado estadounidense de Misuri. En el año 2010 tenía una población de 1333 habitantes y una densidad poblacional de 7,14 personas por km².

## Geografía
El municipio de Roaring River se encuentra ubicado en las coordenadas 36°33′35″N 93°45′18″O / 36.55972, -93.75500. Según la Oficina del Censo de los Estados Unidos, el municipio tiene una superficie total de 186.63 km², de la cual 177,63 km² corresponden a tierra firme y (4.82 %) 9 km² es agua.

## Demografía
Según el censo de 2010, había 1333 personas residiendo en el municipio de Roaring River. La densidad de población era de 7,14 hab./km². De los 1333 habitantes, el municipio de Roaring River estaba compuesto por el 96,4 % blancos, el 0,08 % eran afroamericanos, el 0,75 % eran amerindios, el 0,23 % eran asiáticos, el 0,08 % eran de otras razas y el 2,48 % eran de una mezcla de razas. Del total de la población el 1,73 % eran hispanos o latinos de cualquier raza.